# Burg Klötze
Bei der Burg Klötze handelte es sich um eine Wasserburg in dem gleichnamigen Ort in Sachsen-Anhalt. Von ihr sind heute keine Spuren mehr zu finden, doch ihr einstiges Aussehen ist durch einen Stich von Matthäus Merian dokumentiert.

## Lage
Von der Siedlung durch einen Sumpfgürtel getrennt, lag die Burg in einem von der Purnitz durchflossenen Urstromtal. Die Burg diente der Kontrolle der hier von Wittingen nach Gardelegen verlaufenden Handelsstraße, die an dieser Stelle zwischen den unpassierbaren Gebieten des Drömlings und des versumpften Purnitzstals hindurchführte.

## Geschichte
Daten über ihre Erbauung oder die ersten Anfänge sind nicht bekannt. Erste Erwähnung findet die gesamte Herrschaft Klötze im Jahr 1144. Zu diesem Zeitpunkt gehörte die Anlage zum Lehen des Hermann von Stades, welches dieser vom römisch-deutschen König Konrad III. erhalten hatte.
Burg, Stadt und Amt Klötze lagen seit dem Mittelalter im Grenzgebiet mehrerer Herrschaftsbereiche und waren somit jahrhundertelang Streitobjekt diverser einflussreicher Adelsfamilien. Vor 1383 an gehörte die Herrschaft mit einigen Unterbrechungen zur brandenburgischen Altmark, später zum Herzogtum Braunschweig-Lüneburg und dem Königreich Hannover. Durch die Bestimmungen in der Schlussakte des Wiener Kongresses gelangten Burg und Herrschaft Klötze 1815 an Preußen.
Die genauen Besitzverhältnisse sind zeitweise nur bruchstückhaft überliefert. Anfang des 13. Jahrhunderts befand sich die Burg im Besitz der Welfen. 1311 hat der Markgraf von Brandenburg die Anlage als Lehen vom Bistum Halberstadt. 1319 erhielt Günther von Kevernburg die Burg als Lehen vom brandenburgischen Markgraf Waldemar. Bereits 1320 ging die Grafschaft Lüchow mitsamt der Burg Klötze an den Herzog Otto von Lüneburg. Ein Mitglied der Familie von Alvensleben, Gebhard VI. von Alvensleben, Landeshauptmann und Burgvogt zu Stendal, empfing Klötze am 11. November 1343 von dem Wittelsbacher Markgraf Ludwig als Pfandlehen. Aufgabe des neuen Burgherren war die Verteidigung der Neumark im Osten Brandenburgs sowie der Schutz der märkischen Westgrenze. 1355 gelang es, den Lüneburger Herzog, der sich für den berechtigten Landesherren hielt, in einer militärischen Auseinandersetzung vor Klötze in seine Schranken zu weisen. Neun Jahre später, 1364, mussten die Alvensleben den herzoglichen Truppen allerdings weichen. Aber bereits am 15. August 1373 bestätigte Kaiser Karl IV. den Brüdern Gebhard IX. und Werner I. von Alvensleben wiederum den Pfandbesitz von Klötze. Und obwohl die Burganlage 1383 erneut in welfischen Besitz kam, konnten sich die Familie von Alvensleben noch längere Zeit als Burgherren halten.
Wie lange sie aber noch die faktische Herrschaft ausübten, ist unklar. Es gibt Berichte, wonach bereits 1396 Herzog Heinrich die Familie von Alvensleben verdrängt hatte und die Burg ausbaute. Für 1428 wird Klötze als Lehen des Bertram von Plathe ausgewiesen.
Für eineinhalb Jahrhunderte, von 1446 bis 1593, folgten dann die Herren von der Schulenburg – mit einigen, kleineren Unterbrechungen – als Pfandinhaber auf Klötze. 1485 gelang es zwar einer Alvenslebener Familienlinie, das halbe Amt noch einmal als welfischen Pfandbesitz zurückzuerwerben, doch nur für zwei Jahrzehnte. Der letzte Versuch 1593, die Anlage den Schulenburgern mit Hilfe von lüneburgischen Söldnern abzunehmen, glückte zwar, doch aufgrund kaiserlichen Einschreitens war diese Aktion nicht dauerhaft von Erfolg gekrönt. Die Burg und dazugehörige Ländereien wurden lüneburgische Domäne.
1804 stürzte der Bergfried ein und 1828 waren auch die Reste der übrigen Bauten abgetragen.

## Anlage
Es handelte sich um eine vierflügelige, fast quadratische Burganlage mit Burgkapelle; zum Teil in Fachwerk errichtet und durch Erkerbauten geschmückt. Ein runder Bergfried überragte die eindrucksvolle Gruppe und ein Torturm schützte die Zugbrücke.